# Deficiencia en riboflavina
La deficiencia en riboflavina (comúnmente llamada vitamina B2) está asociada principalmente a malnutrición y malabsorción de fuentes dietarías ricas en la vitamina, siendo ejemplos leche, huevo, legumbres, hongos y carnes. 
Así mismo, la deficiencia en riboflavina se relacionan con infecciones gastrointestinales, suministro de medicamentos como probenecida y fenotiazina. Es importante notar que la riboflavina es un compuesto vitamínico estable a altas temperaturas pero se denatura con facilidad cuando es expuesto a la luz. Por otro lado, debido a que la riboflavina es excretada en la orina, la deficiencia se hace más común cuando los niveles de vitamina B2 consumidos en la dieta son insuficientes para balancear la excreción.

## Forma de presentación
La deficiencia en riboflavina tienen varias manifestaciones clínicas fáciles de identificar debido a su expresión visible en zonas como piel, lengua, labios, entre otros.
- Glositis: Es una afección caracterizada por la hinchazón de la lengua, pérdida de papilas gustativas y apariencia lisa del órgano.
- Queilitis angular: Lesiones inflamatorias en la comisura de los labios, frecuentemente bilateral. En casos extremos, se puede presentar la formación de pequeñas úlceras y maceración del epitelio.[3]
- Dermatitis seborreica: Formación de escamas en la piel, con carácter inflamatorio. Se presenta comúnmente en áreas ricas en compuestos lipoides como el cuero cabelludo.[4]

La identificación oportuna y temprana de los síntomas característicos de deficiencia en B2 y un pronto tratamiento reducen de manera significativa las complicaciones y problemas que acarrea el déficit. Así mismo, la suplementación adecuada de fuentes ricas en vitamina B2 como huevo y leche es la manera más adecuada de prevenir el déficit. 
La deficiencia de vitamina B2 también puede causar anemia por niveles muy bajos de hierro, resequedad en la piel y fluidos en las membranas mucosas.
Aunque el estudio en animales ha sido menos intensivo que en humanos, los déficits de riboflavina han sido asociadas a anormalidades en el crecimiento y desarrollo de animales, incluso desencadenando la muerte. Al igual que en los humanos, la deficiencia se relacionan con resequedad en la piel y otras aflicciones cutáneas. Asimismo, la opacidad corneal, cataratas lenticulares, patologías del hígado y el riñón, e inflamación del tracto gastrointestinal han sido asociadas al déficit.

## Tratamiento
La deficiencia en riboflavina generalmente está acompañada de otros déficits en otras vitaminas B, por lo que es recomendable la evaluación de dicho riesgo. El tratamiento consiste en dosis oral de riboflavina consistentes entre 2 a 10 mg tres veces por día, hasta que los síndromes empiecen a desaparecer. Después de eso, la dosis es reducida a entre 2 a 10 mg diarios hasta la recuperación total. 
Dado el caso que el tratamiento oral no tenga los efectos esperados, las inyecciones de riboflavina son recomendadas.